# Weltrekordfahrten der SNCF am 28./29. März 1955

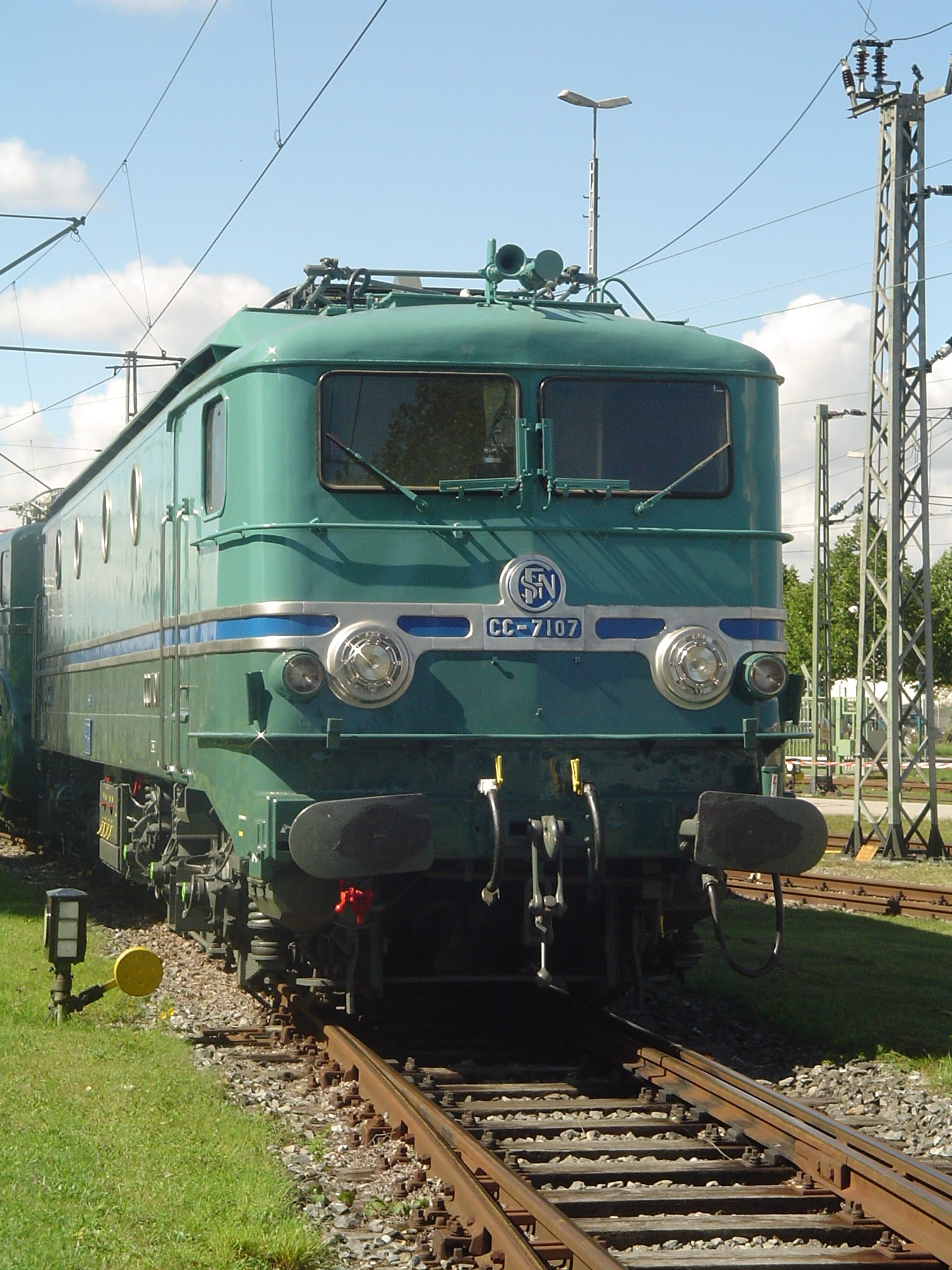
Rekordlokomotive CC 7107

Bei den Weltrekordfahrten am 28. und 29. März 1955 stellte die SNCF mit ihren Gleichstrom-Elektrolokomotiven BB 9004 und CC 7107 auf der Strecke von Bordeaux nach Bayonne mit 331 km/h einen Geschwindigkeitsweltrekord für Schienenfahrzeuge auf. Bereits bei Versuchen im Jahre 1954 mit einer Elektrolokomotive der Baureihe CC 7100 wurde problemlos eine Höchstgeschwindigkeit von 243 km/h erreicht. Dabei vermuteten die Ingenieure, dass die theoretisch erreichbare Geschwindigkeit etwa bei 320 km/h liegen müsste. Aus diesem Grund wurden weitere Nachforschungen angestellt, in deren Rahmen der neue Weltrekord aufgestellt wurde.

## Lokomotiven und Versuchszüge

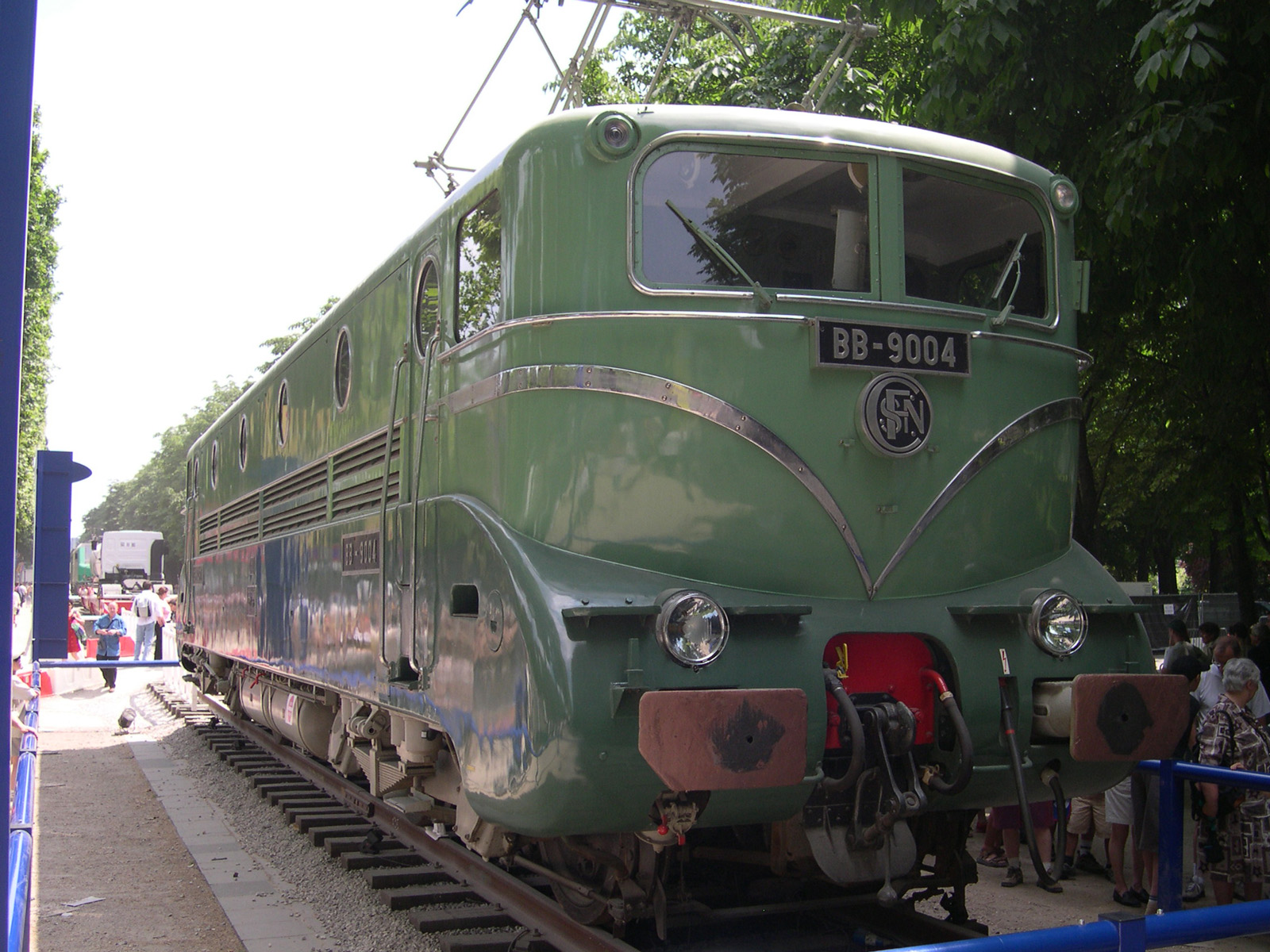
Weltrekordlok BB 9004

Die Lokomotive BB 9004 ist eine vierachsige, elektrische Lokomotive der SNCF, die 1953 vom französischen Hersteller Jeumont-Schneider gefertigt wurde. Sie wurde nach einer Laufleistung von 118.000 km einer Generalüberholung unterzogen, um anschließend für die Rekordversuche vorbereitet zu werden. Die CC 7107 hingegen ist eine sechsachsige Lokomotive des französischen Herstellers Alstom, die ebenfalls im Jahre 1953 hergestellt wurde. Auch sie wurde vor den Rekordfahrten einer Überholung unterzogen, und zwar bei einem Kilometerstand von 448.000 km.
Heute stehen beide Rekordloks im Eisenbahnmuseum Cité du train in Mülhausen.

## Technische Veränderungen an den Fahrzeugen
Um die angestrebten Geschwindigkeiten erreichen zu können, wurde die Übersetzung der Antriebszahnräder der BB 9004 von 2,517 auf 0,849 geändert, die der CC 7107 von 2,606 auf 1,145. Darüber hinaus wurden die Speichenräder der Lokomotiven gegen aus einem Stahl-Rohling gedrehte (BB 9004) bzw. geschmiedete (CC 7107) Radscheiben getauscht, da bei hohen Drehzahlen ein Ablösen des auf die Radsterne aufgepressten Radreifens befürchtet wurde. 
Die Lokomotiven zogen einen aus drei Wagen bestehenden Versuchszug, der – wie auch die Lokomotiven – aerodynamisch optimiert wurde. So wurden an der Außenhaut befindliche Griffe, Trittstufen und Lüfter entfernt sowie die Wagenübergänge durch Faltenbälge vollständig verschlossen, der Schluss des letzten Wagens erhielt einen Anbau zum Ableiten des Sogs. Somit konnte der Luftwiderstand des Zuges um rund 20 % herabgesetzt werden. Um ein sicheres Abbremsen zu ermöglichen, wurden Loks und Wagen mit speziellen Bremsklötzen versehen, die im Stande waren, sehr große Wärmemengen abzuleiten. Für die Entnahme der elektrischen Energie aus der Oberleitung wurde speziell ein neuer Stromabnehmer gefertigt, der eine erwartete Stromstärke von rund 4000 A ohne Schäden übertragen konnte. Die ersten beiden Wagen des Zuges wurden mit einer Einrichtung zur Ableitung des aus der Oberleitung entnommenen Stromes versehen, um eine Lichtbogenbildung zwischen Rad und Schiene zu vermeiden.

## Versuchsstrecke

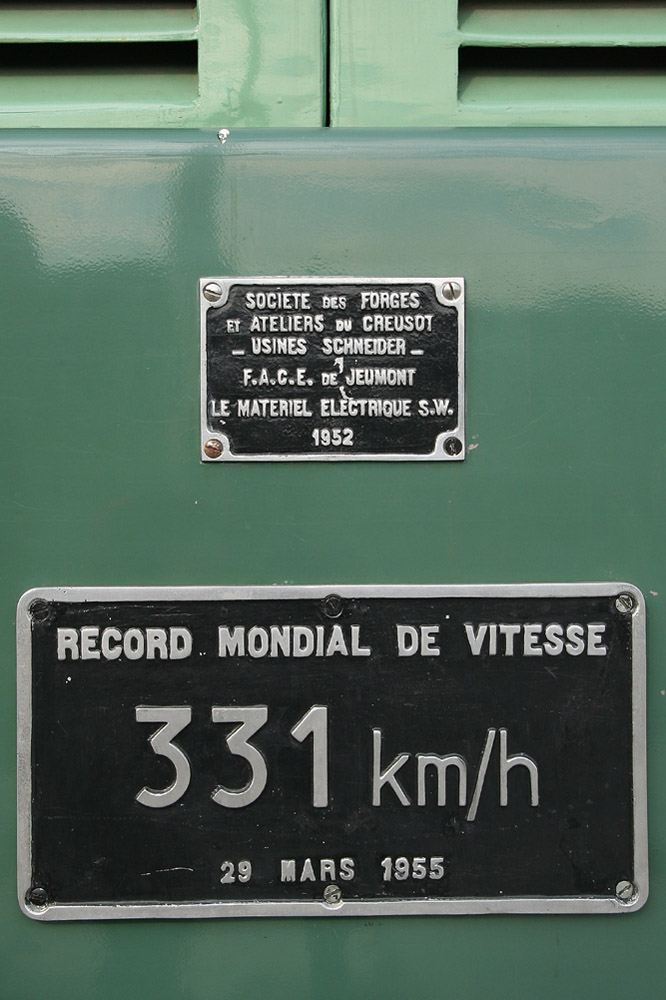
Plakette der Weltrekord-Lok BB 9004

Für die Rekordfahrten wurde die im Jahre 1927 elektrifizierte, zweigleisige Strecke von Bordeaux nach Hendaye im Abschnitt Biganos–Morcenx gewählt. Dieser Streckenabschnitt weist bei einer Länge von 47 km nur eine Kurve mit einem Radius von 3100 m auf. Der Oberbau befand sich in gutem Zustand, so dass vor den Rekordfahrten lediglich der Schotter im Bereich der Schienenstöße nachgestopft wurde und kleinere Lagefehler des Gleises korrigiert wurden.
Die Oberleitung bestand aus einem einzigen Fahrdraht, der wegen seines durch den großen Querschnitt bedingten hohen Eigengewichts und einem Mastabstand von 90 m vergleichsweise stark durchhing. Um das Durchhängen auf ein Minimum zu reduzieren, mussten die Versuchsfahrten bei möglichst niedriger Temperatur durchgeführt werden. Schließlich wurde die Stromzufuhr der Oberleitung verstärkt, um eine Abnahme der Höchststromstärke von etwa 4000 A an jedem Punkt der Strecke sicherzustellen.

## Ablauf der Rekordfahrten

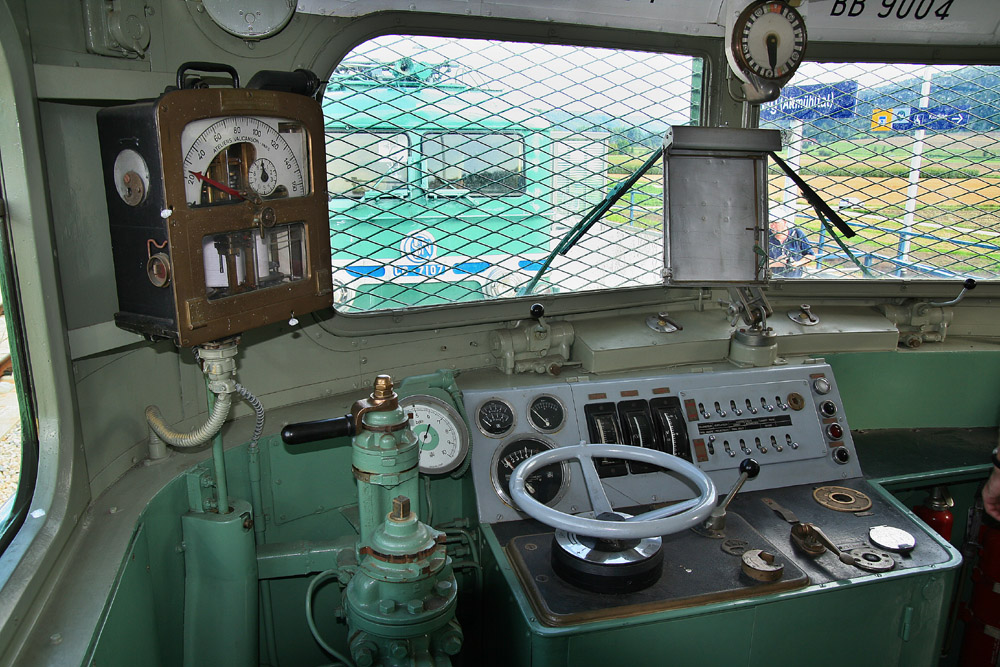
Führerstand der BB 9004

Als Termin für die Versuchsfahrten wurde ursprünglich der 25. März 1955 angesetzt. Da an diesem Tag die Temperatur bis auf 28 °C stieg, hing die Fahrleitung so stark durch, dass Hochgeschwindigkeitsfahrten nicht durchgeführt werden konnten. Erst der Morgen des 27. März brachte ein wenig Abkühlung, sodass die BB 9004 mit ihrem Zug auf die Strecke geschickt wurde. Bei 276 km/h brach man die Versuchsfahrt jedoch ab, da der Lauf des Stromabnehmers an der Oberleitung immer noch nicht sicher genug war.
Am 28. März betrug die Temperatur dann lediglich 12 °C, sodass man beschloss, die Rekordversuche mit der Lokomotive CC 7107 zu beginnen. Der Zug startete um 13:25 Uhr im Bahnhof von Facture-Biganos und erreichte zwischen Streckenkilometer 67 und 68 eine Weltrekord-Geschwindigkeit von 326 km/h, ehe die Schleifleiste des Stromabnehmers zerschmolz und durchbrach; der Zug rollte langsam aus. Nach der Fahrt wurde die Strecke von Technikern der SNCF untersucht, es wurden jedoch keine Schäden an Fahrleitung oder Oberbau entdeckt. Trotz des erreichten Weltrekords wurde für den nächsten Tag eine weitere Rekordfahrt mit der BB 9004 angesetzt.
Am Morgen des 29. März 1955 gegen 7:35 Uhr bei einer Temperatur von nur 5 °C ließ man die BB 9004 mit ihrem Versuchszug wiederum vom Bahnhof Facture aus starten. Bei etwa 290 km/h zerbrach wie schon bei der CC 7107 die Schleifleiste, jedoch verfügte die Lokomotive über einen zweiten Stromabnehmer, der sofort an den Fahrdraht gehoben wurde. Bei einer Leistung der Lokomotive von 9400 kW wurde bei Streckenkilometer 71,7 diesmal eine Geschwindigkeit von 331 km/h erreicht. Als der Triebfahrzeugführer bei dieser Geschwindigkeit jedoch die Leistung herunterschaltete, geriet der Zug in starke Querschwingungen. Wie sich bei der Untersuchung der Strecke zeigte, wurde der Oberbau auf einer Länge von rund 500 m verformt, da die Laufstabilität der Lokomotive nicht mehr ausreichend war.
Da der Stromabnehmer der CC 7107 Schaden nahm und diese Lok im Gegensatz zur BB 9004 nur einen statt zwei Stromabnehmer benutzte, wurde aufgrund des geringen Geschwindigkeitsunterschiedes für beide Lokomotiven dieselbe Geschwindigkeit angegeben, so dass beide Hersteller ihr Gesicht wahren konnten.
Vom 24. März bis 1. April 2005 wurde das 50-jährige Jubiläum des Weltrekords gefeiert.

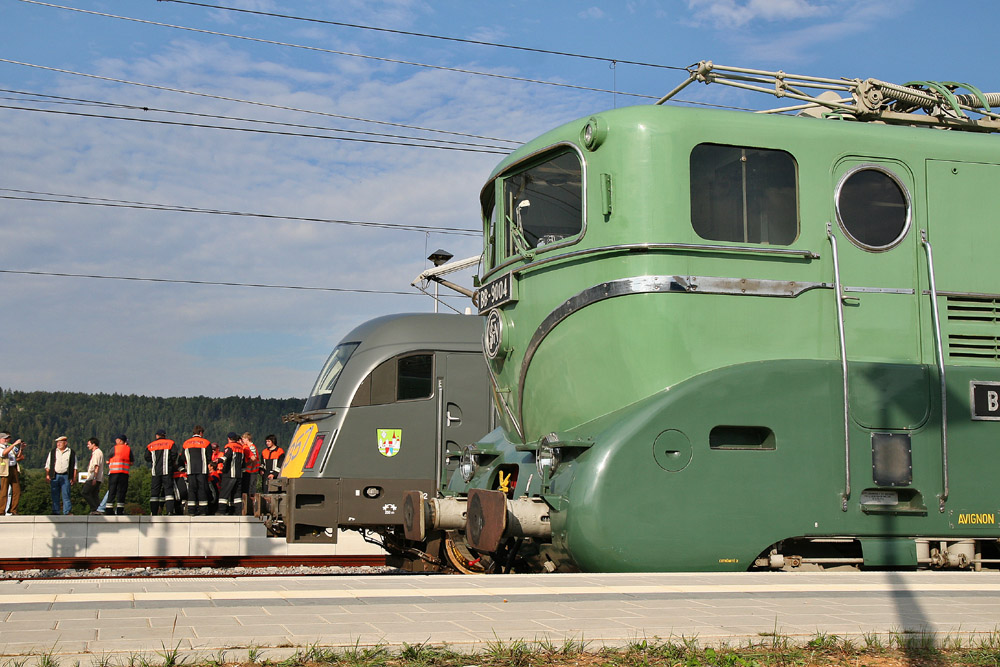
BB 9004 und 1216 050 am 2. September 2006 im Bahnhof Kinding (Altmühltal)

Erst Anfang September 2006 wurde auf der Schnellfahrstrecke Nürnberg–Ingolstadt der Weltrekord von einer Taurus III der Firma Siemens mit einer Bestmarke von 357 km/h überboten (siehe Weltrekordfahrt am 2. September 2006).

## Film
Im 1968 durch die Deutsche Bundesbahn produzierten Film Hochgeschwindigkeit in Europa wird ausführlich über die Weltrekordfahrten in Frankreich berichtet.